# ابن عريبة
أبو عمرو عثمان بن عتيق المهدوي اشتهر باسم ابن عُرَيْبة أو ابن عريبا (1203، المهدية - 1260، تبرسق) فقيه، محدّث، قاضي، وشاعر مغربي في القرن 6 هـ/ 13 م. 

## حياته وآثاره
ولد عام 600 هـ\1203 م في المهدية ونشأ بها. له كثير من المصنفات منها كتاب جوامع الكلم النبوية، آثار السحابة في أشعار الصحابة، وله ديوان سماه قصائد المدح ومصائد المنح. كانت له في أبي زكرياء يحيى الأول مؤسس الدولة الحفصية مدائح كثيرة وقد استدعاه مع جماعة من خواصه وشعرائه لنزهة في روضة المسمى بأبي فهر، فنظموا في وصفه قصائد وقدموها إليه. له شعر طريف في التشوق إلى بلده. عيَّنه أبا زكريا قاضيا بتبرسق وظل بها إلى وفاته سنة 659 هـ\1260 م.